# Annopol-Rachów
Annopol-Rachów (prononciation : ['anˈnɔpɔl ˈraxuf]) est un village polonais de la gmina de Annopol dans le powiat de Kraśnik de la voïvodie de Lublin dans l'est de la Pologne.
Il est situé à très courte distance au nord de la ville d'Annopol, sur la rive est du fleuve Vistule.
Le village comptait approximativement une population de 492 habitants en 2006.

## Histoire
L'histoire d'Annopol-Rachow et de la ville d'Annopol sont inextricablement liés, combinant souvent l'un avec l'autre comme une seule et même ville dans des documents écrits.
De 1975 à 1998, le village est attaché administrativement à la voïvodie de Tarnobrzeg.

Depuis 1999, il fait partie de la voïvodie de Lublin.